# Casa Pau Rodon
La casa per a Pau Rodon és un habitatge unifamiliar de Badalona (Barcelonès). Es tracta d'una casa d'estil modernista construïda per Joan Amigó i Barriga per al tècnic tèxtil Pau Rodon i Amigó, al carrer del Museu, 18. L'edifici està protegit com a bé cultural d'interès local.

## Descripció
La casa té una estructura tradicional, de factura senzilla. Es tracta d'un edifici entre mitgeres, de planta baixa i pis, amb terrat a dalt. Tanmateix, tot i la seva senzillesa, disposa de diversos elements decoratius que la distingeixen. La façana denota influències de la Secessió de Viena, caracteritzada per l'ús de perfils angulars. Això és visible a les llindes de les portes i finestres, però també a la mateixa porta i la reixa de la finestra, on es formen dues fletxes, així com a la cornisa, formada per un altre enreixat que acaba en angle.
Al primer pis, sobre les finestres s'hi van instal·lar uns tendals enreixats de ferro, que sembla podien haver servit per a sostenir plantes enfiladisses. Aquests, enreixats, juntament amb els de la cornisa, recorden una trama de filaments de teixits.
Els interiors són plenament modernistes. S'hi havia conservat la biblioteca de Pau Rodon i Amigó, de temàtica tèxtil, ampliada amb els anys pels seus fills, que va ser donada el 1990, juntament amb la documentació familiar, a l'Arxiu Històric de la Ciutat de Badalona.

## Història
La casa va ser encarregada el 1905 a Joan Amigó i Barriga pel seu parent i tècnic i teòric tèxtil Pau Rodon i Amigó (1780-1950), que encarregà la casa el 1905. Rodon va destacar com a inventar i docent a l'Escola Municipal d'Arts i Oficis, on es formaren moltes generacions de teixidors. També va publicar les revistes especialitzades Cataluña Textil (1906-1937), que va assolir fama mundial, i Textoria (1917).
El 27 de setembre de 1984 va rebre la categoria de protecció de bé cultural d'interès local.
Actualment manté l'ús original d'habitatge.